# Шарм-эш-Шейх (аэропорт)
Международный аэропорт Шарм-эш-Шейх (араб. مطار شرم الشيخ الدولي‎; ИАТА: SSH, ИКАО: HESH; часто ошибочно Шарм-эль-Шейх) — аэропорт в одноимённом городе-курорте (Египет) — самый большой аэропорт на Синайском полуострове. Находится в 18 км от Шарм-эш-Шейха.
Является третьим по загруженности аэропортом Египта, после аэропорта Каира и Хургады. Обслуживает в основном чартерные международные пассажирские рейсы.

## Общая характеристика

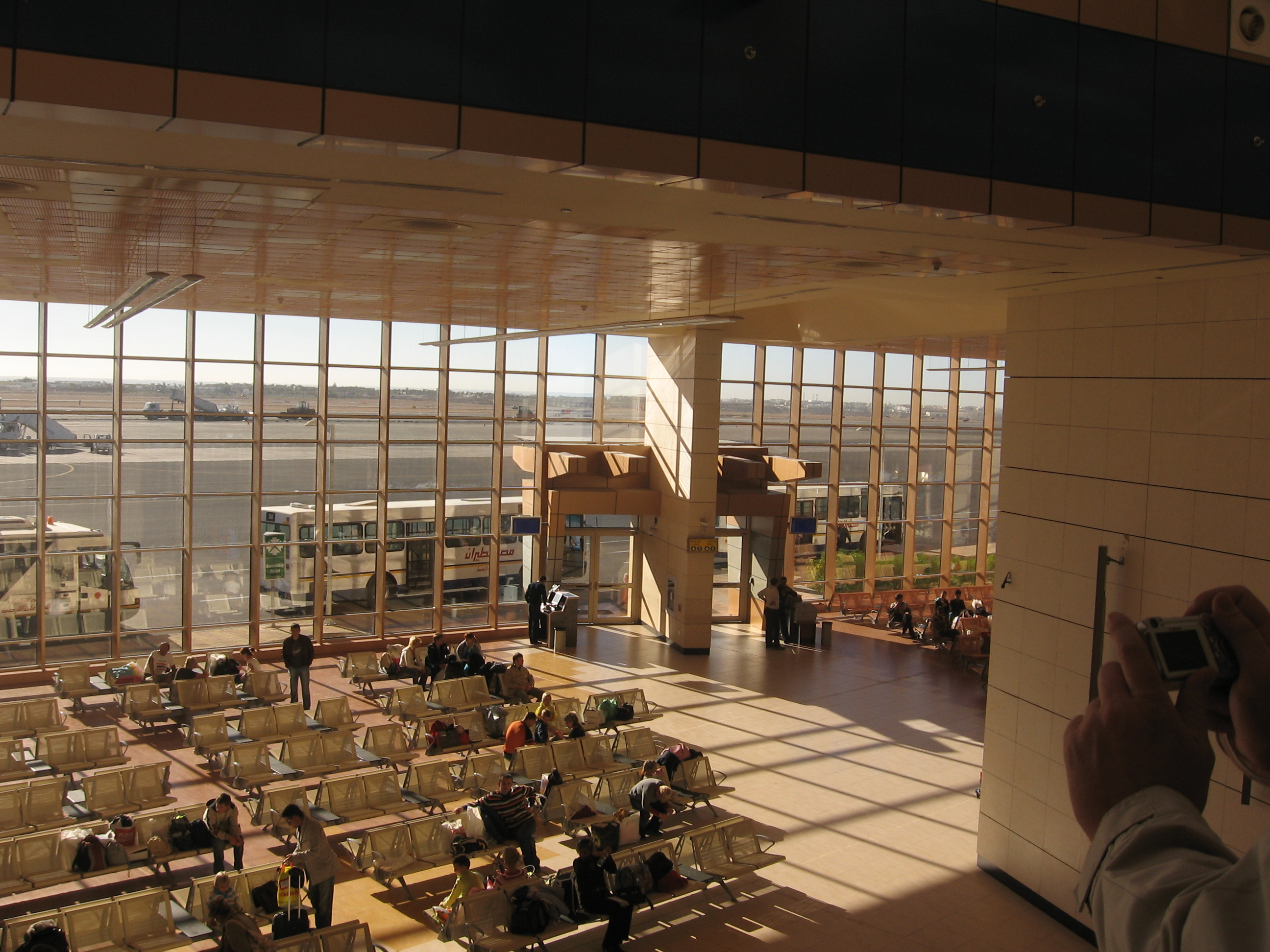
Зал ожидания

Открыт 14 мая 1968 года. Первоначально построен и использовался как база ВВС Израиля, имел название Международный аэропорт Офира, по названию израильского поселения на территории нынешнего Шарм-эш-Шейха. После Кэмп-Дэвидских соглашений аэропорт, как и вся недвижимость поселения, отошли в собственность Египта.
Аэропорт расположен в южной оконечности Синайского полуострова, непосредственно в городской черте.
Взлёт и посадка осуществляются с одной из двух имеющихся в наличии 3-километровых полос, в юго-западном либо северо-восточном направлении.
Вывески и указатели в аэропорту исполнены на арабском, английском и русском языках. Рейсы в страны СНГ объявляются также на русском языке.
Аэропорт имеет два международных терминала (Terminal 1 & Terminal 2), VIP-зону, магазины Duty Free, отделения банков, множество кафе и магазинов, представительства туристических операторов и авиакомпаний.
Способен принимать без ограничений все типы пассажирских воздушных судов.
Оборудован современной техникой, а также навигационным оборудованием, способным обеспечить удобство и безопасность полётов на уровне мировых стандартов ICAO.
Пропускная способность — более 50 самолётов в день.
Международное обозначение — SSH.
Почтовый адрес — Sharm el Sheikh Airport, Ras Nasrani, Egypt
С 1 июня 2014 года власти Египта стали взимать с прибывающих в аэропорт туристов новый налог в размере 7$. Нововведение так же коснулось аэропортов в Александрии, Южного Синая, Хургады, Луксора и Асуана.

## Международные воздушные сообщения

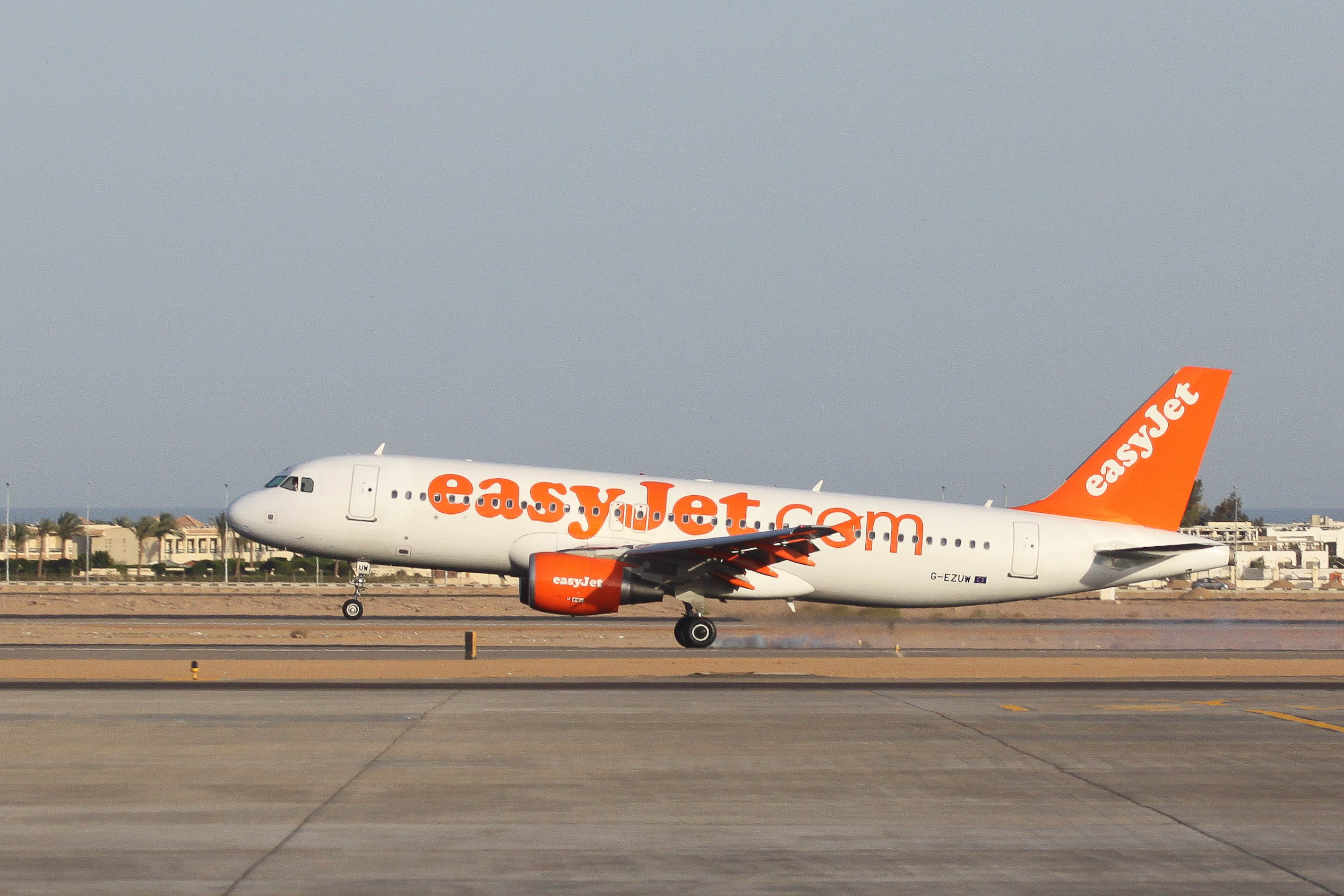
Airbus A320-200 easyJet в аэропорту Шарм-эш-Шейх

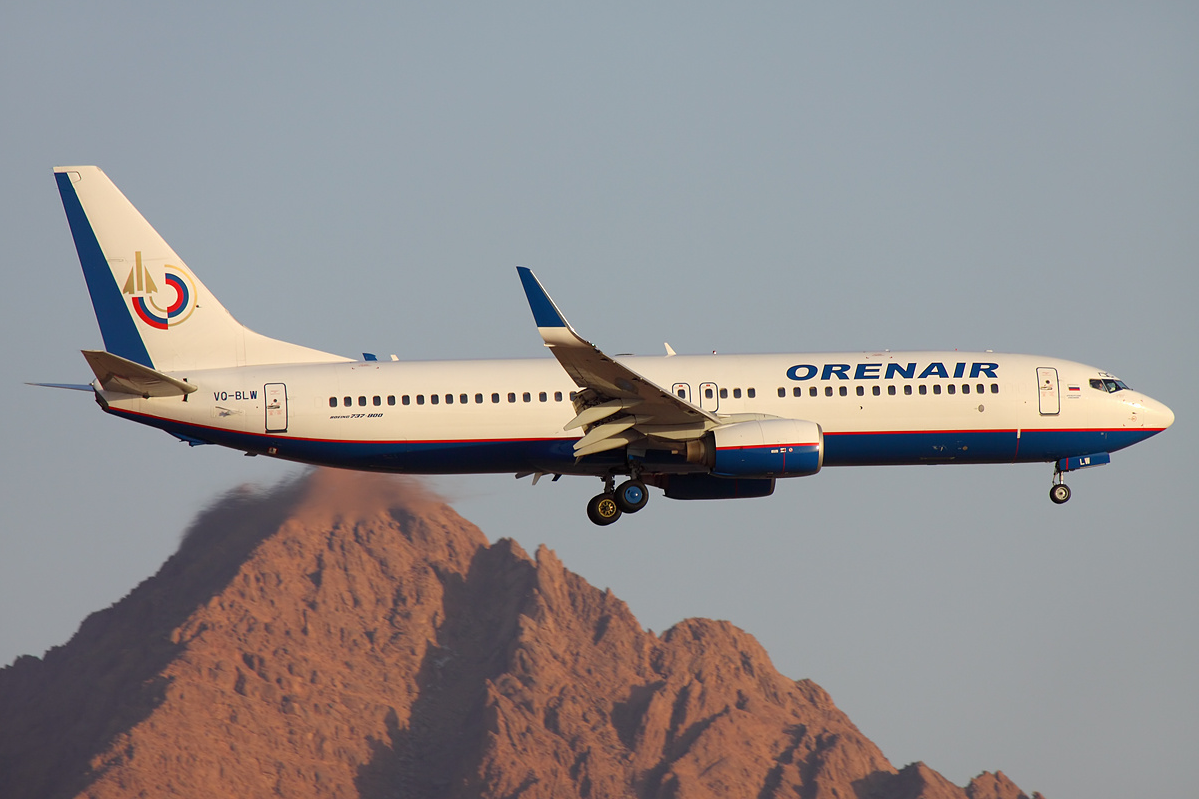
Boeing 737-800 Orenair в аэропорту Шарм-эш-Шейх

По причине особой популярности региона у туристов со всего мира, в аэропорт организовано и функционирует сообщение с множеством стран. В частности, принимаются и отправляются рейсы:
- Азербайджан
- Армения
- Белоруссия
- Грузия
- Страны Евросоюза
- Иордания
- Казахстан
- Китай
- Молдавия
- Россия
- Сербия
- Турция
- Узбекистан

Также открыты и действуют многие другие международные направления. Через аэропорт осуществляются рейсы ведущих авиакомпаний мира и Европы, а также местных.
Авиасообщение с Россией было прекращено с 1 ноября 2015 года в связи с  произошедшей катастрофой самолёта A321 российской авиакомпании «Когалымавиа». Возобновлено с 9 августа 2021 года.

## Местные воздушные линии
Целесообразность полётов по внутренним воздушным линиям обусловлена достаточно большими расстояниями наземных магистралей, отсутствием железнодорожного сообщения на полуострове, а также неудобным с точки зрения логистики взаимным географическим расположением некоторых городов континентальной Африки.
Открыты сообщения по маршрутам:
- Каир
- Александрия
- Луксор
- Асуан
- Хургада

Основная авиакомпания-перевозчик на местных направлениях — EgyptAir и Air Memphis. Ранее аэропорт был портом приписки ныне несуществующей авиакомпании Flash Airlines.
Ввиду относительной дешевизны египетского авиационного топлива цены билетов на внутренних направлениях вполне демократичны.
При этом существует ценовая дифференциация билетов для туристов и египтян (для местных жителей и резидентов страны цены существенно ниже).

## Транспортное сообщение
Трансферы (в том числе индивидуальные) из аэропорта организованы и функционируют для сообщения как с разбросанными районами Шарм-эш-Шейха, так и, ввиду связанного и компактного расположения туристических маршрутов на Синае, с другими курортами полуострова:
- Дахаб
- Нувейба
- Таба

Множество такси, ожидающих своих пассажиров прямо на стоянке у выхода из аэропорта, предлагают свои услуги по завышенным (по арабской традиции) ценам. При этом, как правило, соглашаются везти клиента по вполне разумным расценкам. Приблизительная цена рассчитывается, исходя из расстояния, умноженного на два (дорога туда и обратно), из расчёта 1 км — 1 египетский фунт.

## Катастрофы
- Катастрофа Boeing 737 3 января 2004 года
- 31 октября 2015 года, через 23 минуты после вылета из аэропорта Шарм-эш-Шейх произошла катастрофа самолёта A321 российской авиакомпании «Когалымавиа» (Metrojet), погибли все 224 человека, находившиеся на борту[3]. Ведется расследование, одной из возможных причин катастрофы СМИ называют взрыв на борту авиалайнера[4][5]. После катастрофы несколько стран (Великобритания, Ирландия, Россия) временно запретили полеты в Шарм-эш-Шейх[6][7]. После катастрофы в СМИ появилась информация о том, что в аэропорту не обеспечивался должный уровень безопасности[8].